# René Cagnat

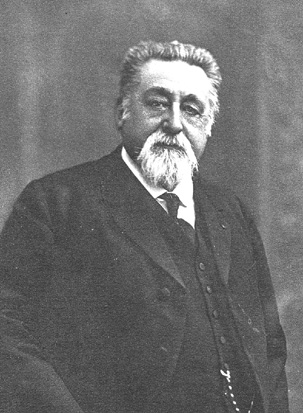

René Cagnat (1852 – 1937) – francuski historyk, epigrafik, archeolog i antykwariusz. Profesor epigrafiki w Collège de France a także  założyciel i wieloletni redaktor naczelny rocznika epigraficznego L’Année épigraphique. Komandor Legii Honorowej.
René Louis Victor Cagnat urodził się 10 października 1852. Po ukończeniu szkoły i liceum rozpoczął studia, a w 1880 został profesorem nadzwyczajnym literatury współczesnej i antycznej (agrégé de grammaire) w paryskim Collège Stanislas. W latach 1883–1887 obronił przewód doktorski a następnie wyjechał na kilka lat do Tunezji, gdzie w ramach misji francuskiego ministerstwa oświecenia publicznego prowadził badania archeologiczne i epigraficzne. W 1887 powrócił na stałe do Francji, gdzie został profesorem historii starożytnej na wydziale humanistycznym Université de Douai. Jednocześnie aż do 1914 pełnił funkcję inspektora generalnego muzeów i badań archeologicznych na rejon Algierii, a także (do 1931) był profesorem „epigrafiki i starożytności rzymskich” w Collège de France.
Po 1880 zaczął publikować pierwsze prace naukowe poświęcone strażom miejskim w cesarstwie rzymskim oraz rzymskiemu systemowi podatkowemu. W 1888 założył rocznik L’Année épigraphique, jeden z najstarszych ukazujących się nieprzerwanie do czasów współczesnych roczników epigraficznych na świecie. Zadaniem czasopisma było zbieranie dotychczas rozproszonych informacji epigraficznych, przede wszystkim dotyczących starożytności rzymskich i greckich. Na prośbę Theodora Mommsena Cagnat wraz z Johannesem Schmidtem i Hermanem Dessau opracował także podsumowanie źródeł epigraficznych z terenu Afryki Północnej opublikowane w ramach serii Corpus Inscriptionum Latinarum.
6 grudnia 1895 Cagnat został wybrany członkiem zwyczajnym Académie des Inscriptions et Belles-Lettres, gdzie zajął miejsce opuszczone przez Josepha Derenbourga. W 1906 został przewodniczącym akademii, a 21 lipca 1916 został wybrany jej dożywotnim sekretarzem. W 1904, na wniosek Otto Hirschfelda i Ulricha von Wilamowitz-Moellendorffa, został członkiem korespondencyjnym Królewskiej Pruskiej Akademii Nauk. Był także członkiem Akademii Rumuńskiej. W 1890 rząd Francji ponownie wysłał go do swoich kolonii w Afryce Północnej, gdzie Cagnat został nadzorcą lokalnych muzeów i badań epigraficznych. Zmarł 27 marca 1937 w Paryżu.